# Serwis ogłoszeniowy
Serwis ogłoszeniowy – typ serwisu internetowego, pozwalający na zamieszczanie ogłoszeń i ich przeglądanie, a przez to kojarzenie stron transakcji (kupującego ze sprzedającym). Ogłoszeniodawcy zwykle zamieszczają przedmioty w odpowiednich kategoriach, co ułatwia kupującym znalezienie danego przedmiotu. Szczególnym rodzajem serwisów ogłoszeniowych są serwisy aukcyjne.